# North Gate
North Gate è un census-designated place (CDP) degli Stati Uniti d'America, situato nello stato della California, nella contea di Contra Costa.